# 18-я церемония «Грэмми»
18-я церемония вручения премий «Грэмми» состоялась 28 февраля 1976 года в Hollywood Palladium, Лос-Анджелес.

## Основная категория
- Запись года
  - Daryl Dragon (продюсер) и Captain & Tennille за песню «Love Will Keep Us Together»

- Альбом года
  - Фил Рамон (продюсер) и Пол Саймон (продюсер и исполнитель) за альбом «Still Crazy After All These Years»

- Песня года
  - Stephen Sondheim (автор) за песню «Send In the Clowns» в исполнении Джуди Коллинз

- Лучший новый исполнитель
  - Натали Коул

## Классическая музыка

### Лучшее исполнение сочинения для оркестра
- Пьер Булез (дирижёр), the Camarata Singers & Нью-Йоркский филармонический оркестр — за запись балета Жозеф Морис Равель: Дафнис и Хлоя

### Лучшая запись оперы
- Колин Дэвис (дирижёр), Erik Smith (продюсер), Richard van Allan, Дженет Бейкер, Монсеррат Кабалье, Иляна Которубаш, Vladimiro Ganzarolli, Николай Гедда & the Royal Opera House Orchestra — за запись оперы Моцарта: Так поступают все

### Альбом года
- Георг Шолти (дирижёр) & Чикагский симфонический оркестр, Raymond Minshull (продюсер) — за запись всех симфоний Л. ван Бетховена (Beethoven: Symphonies (9) Complete)

## Поп

### Лучшее женское вокальное поп-исполнение
- Janis Ian — «At Seventeen»

### Лучшее мужское вокальное поп-исполнение
- Пол Саймон — «Still Crazy After All These Years»

## R&B

### Лучшее женское вокальное R&B-исполнение
- Натали Коул — «This Will Be»

### Лучшее мужское вокальное R&B-исполнение
- Рэй Чарльз — «Living for the City»

## Джаз

### Лучшее инструментальное джаз-соло
- Диззи Гиллеспи — «Oscar Peterson and Dizzy Gillespie»

### Лучший инструментальный джаз-альбом, сольный или группы
- Чик Кориа & Return to Forever — «No Mystery»